# 22 for 30
22 for 30 (22 para 30 en Hispanoamérica y 22 por 30 en España) es un episodio perteneciente a la vigesimoctava temporada de la serie animada Los Simpson, emitido originalmente el 12 de marzo de 2017 en EE.UU. El episodio fue escrito por Joel H. Cohen y dirigido por Chris Clements.

## Argumento
La historia es un documental sobre el ascenso y la caída de la carrera de Bart Simpson en el equipo de baloncesto de Springfield Elementary School. Todo comenzó con una broma que lo llevó a la detención más larga de la historia, donde comenzó a disparar canastas en la papelera de la sala de detención. Bart se convirtió en titular y luego en estrella, deleitándose con sus habilidades y dejando que el éxito se le subiera a la cabeza. Homer Simpson se convirtió en el entrenador del equipo, y Bart comenzó a faltarle el respeto a Homer, lo que provocó desagradables enfrentamientos entre ellos. Fat Tony se dio cuenta de esto y se le ocurrió un plan para enriquecerse tanto a él como a Bart a través de las inconscientes prácticas de afeitado de Bart (los mafiosos le dirían a Bart cuánto querían que ganara el equipo de SES, y Bart no sabía que esto se basaba en un línea de apuestas que la mafia cubriría y ganaría mucho dinero).
En la Final Four de City Champions, Bart ganó el juego después de que Homer lo estrangulara. Sin embargo, Bart descubrió cuánto dinero estaba ganando Fat Tony, lo que significa que Fat Tony quería que perdiera la final. El pueblo lo odiaba por eso.
En el juego, Milhouse (que era el otro activo de Fat Tony) intentó evitar que Bart acertara el tiro ganador del juego, pero falló. Luego, Lisa usó sus habilidades periodísticas para hacer que Fat Tony retrocediera en su plan de asesinar a Bart. Cuando el jefe de la mafia tenía la edad de Bart, era un jugador incompetente para el único equipo de la liga de la ciudad en el que podía jugar: un equipo de chicas.
Homer y Marge luego le dicen al equipo del documental que el apogeo de Bart no duró mucho más, ya que en el momento en que subió a una liga fue eclipsado por un niño alto en la cancha. Se describe el estado de Lisa y Milhouse (junto con un cameo de Stephen Curry), y el narrador de la historia se revela como el padre de Nelson, Eddie Muntz, quien le da a Nelson mangas para su chaleco y se queda el tiempo suficiente. para que le tomen una foto a la familia antes de que vuelva a desaparecer.